# Ulf Hoffmann
För gymnasten med samma namn, se Ulf Hoffmann (gymnast)
Ulf Hoffmann, född 30 maj 1905 på Frederiksberg, död 12 mars 1987, var en dansk författare och poet. Han var son till författarna Kai och Eline Hoffmann.
Hoffmann växte upp i Kongens Lyngby. Han tog examen från Lyngby Statsskole 1923 och var därefter sjöman för Det Østasiatiske Kompagni, ØK 1924. Han blev certifierad radiotelegrafist 1925 och anställdes samma år av Dampskibsselskabet Orient, ett aktiebolag under ØK. Han innehade denna tjänst till 1932, men fortsatte som sjöman på ØK, Kryolitselskabet och Det Dansk-Franske Dampskibsselskab. Han var anställd på dagbladet Politiken 1946-1948 och därefter som pressekreterare för konstevenemanget Den Frie's forårsudstilling.
Hoffmanns första dikt publicerades i Børnenes Magasin 1916. Hans första diktsamling, Foraarsflugt, publicerades 1930. Den följdes av diktsamlingarna I Hyre mellem Stjerner (1933), Usynlige Landskaber (1939), Sejle, se og synge (1941) och Til en solsort (1946). Han skrev även radiopjäserna Den kærlige datter, Taareblik, Anerne (fick tredje pris i Nordisk Hørespilkonkurrence 1950) och Gud paa prøve. Tillsammans med Carl Erik Soya skrev han radiopjäserna Det evige liv, Forhyringsagenten och Den stjaalne fløjte. Hoffmann var även kulturellt engagerad. Han var lokal ordförande i Lyngby för den kulturradikala och antifascistiska föreningen Frisindet Kulturkamp (1936-1938), vice ordförande i Lyngby Boldklub (1937-1939), styrelseledamot i Eventyrernes Klub samt vice ordförande i Lyriker-gruppen (fr.o.m. 1957).

## Utmärkelser
- Emma Bærentzens Legat (1936)
- Kai Hoffmann Legatet (1949 & 1971)
- Forfatterforeningens hederslegat (1949 & 1952)
- Sophus Michaëlis' Legat (1952)
- Frøken Suhrs Forfatterlegat (1957)
- Nemos Forfatterlegat (1968)